# Tyus Battle
Tyus Akili Battle (Livingston, Nueva Jersey, 23 de septiembre de 1997) es un baloncestista estadounidense que pertenece a la plantilla del Hapoel Gilboa Galil Elyon de la Ligat ha'Al. Con 1,98 metros de estatura, juega en la posición de escolta.

## Trayectoria deportiva

### Universidad
Jugó tres temporadas con los Seminoles de la Universidad Estatal de Florida, en las que promedió 16,0 puntos, 2,8 rebotes, 2,1 asistencias y 1,3 robos de balón por partido. En 2018 fue incluido en el segundo mejor quinteto de la Atlantic Coast Conference, mientras que al año siguiente lo fue en el tercero.
Al término de la temporada 2018-19, se declaró elegible para el draft de la NBA, renunciando a su último año de universidad.

#### Estadísticas
| * | Líder de la División I de la NCAA |

| Año     | Equipo   | PJ  | PT | MPP   | %TC  | %3P  | %TL  | RPP | APP | ROB | TPP | PPP  |
| ------- | -------- | --- | -- | ----- | ---- | ---- | ---- | --- | --- | --- | --- | ---- |
| 2016–17 | Syracuse | 34  | 25 | 30.7  | .433 | .366 | .798 | 2.1 | 1.7 | 1.3 | .2  | 11.3 |
| 2017–18 | Syracuse | 37  | 37 | 39.0* | .399 | .322 | .839 | 2.9 | 2.1 | 1.5 | .2  | 19.2 |
| 2018–19 | Syracuse | 32  | 32 | 36.3  | .431 | .321 | .763 | 3.3 | 2.5 | 1.2 | .3  | 17.2 |
| Career  | Career   | 103 | 94 | 35.4  | .417 | .335 | .803 | 2.8 | 2.1 | 1.3 | .2  | 16.0 |

### Profesional
Tras no ser elegido en el Draft de la NBA de 2019, disputó las Ligas de Verano de la NBA con los Minnesota Timberwolves, jugando seis partidos en los que promedió 3,2 puntos y 1,5 rebotes. En octubre firmó contrato con los Wolves, pero fue automáticamente enviado a su filial en la NBA G League, los Iowa Wolves. Hasta el parón de la liga por el coronavirus  promedió 8,1 puntos y 3,4 rebotes por partido.
En julio de 2020, llega a Europa para jugar en las filas del BC Enisey de la Superliga de Baloncesto de Rusia.
El 9 de julio de 2021 fichó con el Dinamo Sassari de la Lega Basket Serie A italiana. El 10 de enero de 2022, el club y el jugador deciden rescindir el contrato de mutuo acuerdo.
El 11 de enero de 2022, fichó por el Hapoel Gilboa Galil Elyon de la Ligat ha'Al israelí.